# Jean-Michel Jarre
Pour les articles homonymes, voir Jarre et JMJ (homonymie).
Ne doit pas être confondu avec Jean-Michel Jacques.
Jean-Michel Jarre , né le 24 août 1948 dans le 4e arrondissement de Lyon, est un auteur-compositeur français.
Parolier pour des interprètes tels que Christophe et Patrick Juvet, il est surtout connu pour sa carrière solo dans la musique électronique, entamée en 1972. Il a vendu quelque 85 millions de disques au cours de sa carrière.

## Biographie

### Enfance et adolescence
Jean-Michel André Jarre naît le 24 août 1948 à Lyon, dans le quartier de la Croix Rousse, dans une famille de musiciens. Il est le fils du compositeur de musique de film Maurice Jarre (1924-2009) et de la résistante lyonnaise France Pejot (1914-2010). Il est influencé dès son plus jeune âge par son grand-père, musicien et bricoleur. André Jarre était employé par la société Teppaz, qui fabriquait un célèbre petit électrophone portatif, et a contribué à l'invention de la première table de mixage destinée à la radio française avant de devenir directeur technique de Radio Lyon, rachetée par Pierre Laval, en 1928.
Ses parents se séparent en 1953, année du départ définitif de son père pour les États-Unis. Jean-Michel Jarre vit alors seul avec sa mère à Issy-les-Moulineaux, en banlieue parisienne. Évoquant son enfance, il déclare, en 2009 : « Mon père a été davantage une béance, une absence, qu'une référence musicale. Chaque décennie, je me suis dit : “Cette fois-ci, ça va.” Mais j’en ai souvent parlé, ça me rend triste. Que des parents se séparent quand on a cinq ans, c’est un classique, ça arrive à tout le monde. Mais qu’on n’ait pas de relation du tout avec l’un des deux pendant plus de quarante ans… »
Il commence le piano à huit ans. Découragé par une enseignante jugée trop stricte, il abandonne l'instrument pendant deux ans. Sa mère l'emmène dans un club de jazz parisien, Le Chat qui pêche, tenu par une de ses amies, Mimi Ricard, rencontrée dans la Résistance lyonnaise. Archie Shepp, Don Cherry et Chet Baker, y initient l'enfant à leur jazz.
Avec le soutien de sa mère, Jean-Michel Jarre prend des cours d'harmonie et de contrepoint au Conservatoire de Paris, avec Jeanine Rueff. Il développe des bases classiques, tout en s'intéressant à la musique contemporaine, en apprenant la guitare électrique et en jouant au début des années 1960 dans plusieurs groupes de rock et de jazz, dont les Mystères IV avec lesquels il remporte le premier prix du tremplin de la Foire de Paris. Il fait une apparition dans le film Des garçons et des filles d'Étienne Périer, sorti en 1967, avec son groupe d'alors, les Dustbins (Les poubelles en anglais). Ils interprètent deux chansons dans le film : Let me take your hands et I feel so down.
Il obtient son bac en 1966, puis une licence de lettres à la Sorbonne, où il rédige notamment un essai comparant le Faust de Gounod à celui de Goethe.

### Débuts de compositeur

#### Musique électroacoustique

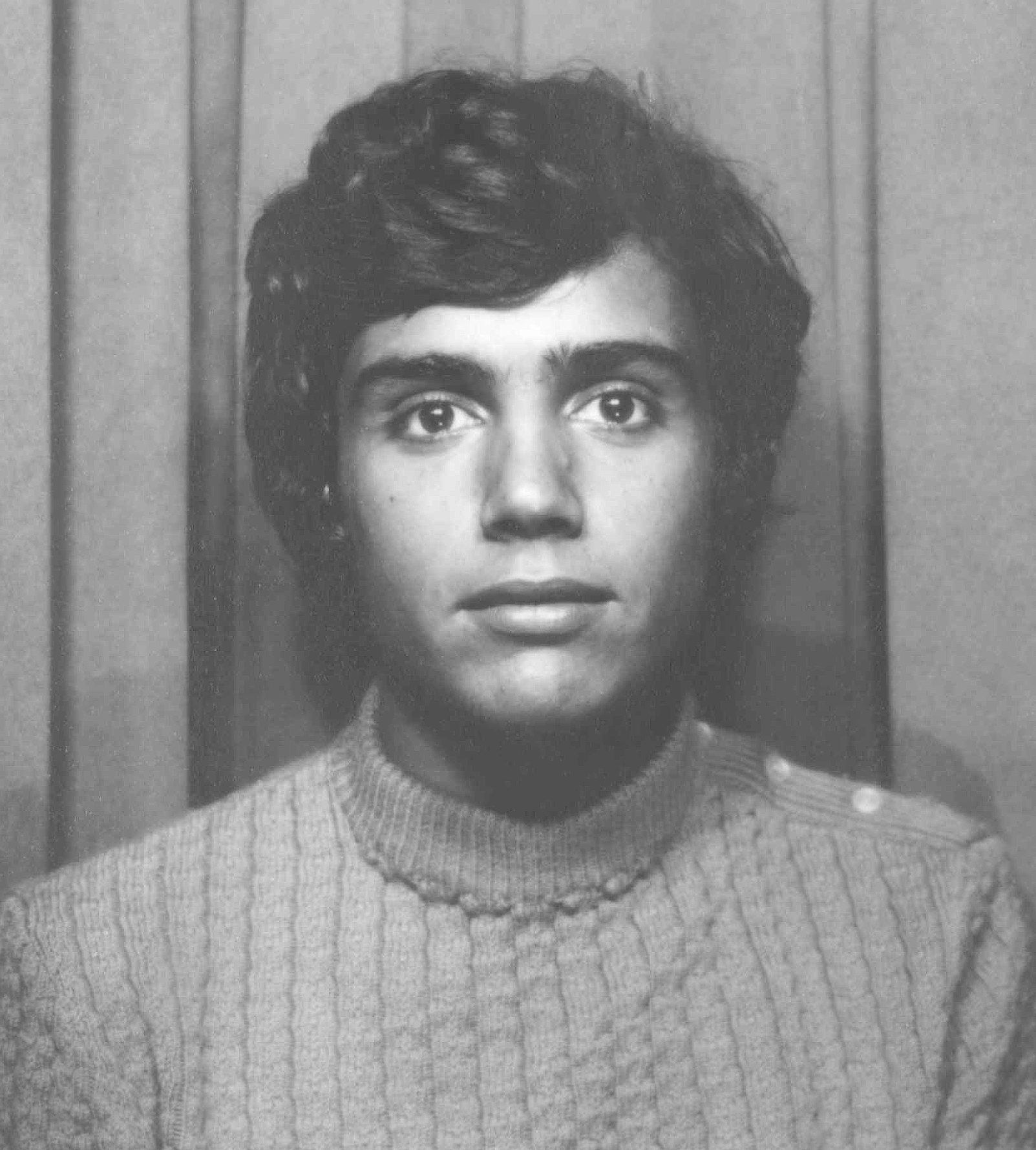
Jean-Michel Jarre en 1968. Photo d'identité (Sacem).

L'année 1968 marque le premier tournant de sa vie : d'un côté, il termine sa licence de littérature comparée, de l'autre, il rencontre Pierre Schaeffer et quitte le conservatoire pour effectuer le stage du Groupe de recherches musicales (GRM), un organisme créé par Schaeffer regroupant des musiciens et des chercheurs étudiant les musiques contemporaines et expérimentales, et explorant de nouvelles voies dans la musique. Passionné par la musique électroacoustique, il se révèle vite habile à la manipulation des magnétophones et de bandes magnétiques, élaborant déjà des esquisses de compositions. Il y découvre les premiers synthétiseurs, le VCS 3 et le Moog. Il y rencontre de grands compositeurs comme Bernard Parmegiani et Karlheinz Stockhausen.
En 1969, il compose ses premiers morceaux de musique électroacoustique : d'abord une pièce électro-acoustique de cinq minutes pour la maison des jeunes et de la culture (MJC) Saint-Exupéry de Reims intitulée Happiness is a sad song, puis Erosmachine (dont un thème formé d'un bruit d'une lame de ciseaux frottant une corde de piano sera repris en introduction de Chronologie 2) et La Cage (composé de sons hétéroclites de scie musicale, de guitare électrique enregistrée à l'envers, de batterie, de crécelle, de cuiller en bois, de synthétiseurs et de cris féminins). Ces deux morceaux sortent en disque à un peu plus d'une centaine d'exemplaires en 1971 chez Pathé-Marconi, alors qu'il vient de quitter le GRM l'année précédente, en désaccord avec l'esprit du groupe.
C'est également en 1971 que Jean-Michel Jarre crée pour la première fois de sa vie l'événement : jouissant grâce au GRM d'une certaine notoriété de compositeur, il est appelé par le chorégraphe Norbert Schmucki et se voit confier la composition de la partition du ballet Aor (la lumière en hébreu) pour l'inauguration du nouveau plafond de l'opéra de Paris dû à Chagall, devenant le plus jeune musicien à jouer en concert dans cette salle mythique, en y introduisant ainsi pour la première fois la musique électroacoustique. Le thème de Aor est la danse des sept voiles exécutée par Salomé pour subjuguer Hérode Antipas. Chaque musique représente une couleur de l'arc-en-ciel. Cette œuvre n'est pas mélodique, mais constituée de sons de VCS 3. Une séquence de Aor sera utilisée plus tard dans Révolution industrielle 1, il s'agit d'un son de règle métallique que l'on peut entendre au bout d'une minute cinquante. Ce premier essai est rapidement suivi de deux autres : Le Labyrinthe, puis Dorian Gray qui sera retransmis partiellement à la télévision.
Il travaille dès lors de façon indépendante. En 1972, il compose le générique de l'émission télévisée Sport en fête présentée par Michel Drucker et travaille sur la musique de deux chansons du groupe Triangle : Récréation et Le matin du premier jour. Cette même année, il sort son premier album Deserted Palace, album 33 tours de 15 titres très expérimental, composé à l'orgue Farfisa et au VCS 3, distribué comme compilation de musiques d'illustration créées pour la société américaine Sam Fox Publishing (en), et non diffusé dans le circuit commercial des disquaires.
Il rencontre Philippe Besombes avec qui il partage la même conception et la même approche de la musique électronique. Ils collaborent sur scène lors de concerts de musique électroacoustique.
En 1973, il compose la musique de Lady, une chanson interprétée par le groupe Bill & Buster et écrit la chanson Jolly Dolly pour le groupe Blue Vamp. Sa production est remarquée par le magicien Dominique Webb avec qui il travaille pour un spectacle à l'Olympia, dont résulte un disque intitulé Hypnose.

#### Chansons
Il compose aussi pour le cinéma et la chanson : il signe la bande originale du film Les Granges brûlées (1973) de Jean Chapot, avec Alain Delon et Simone Signoret, qui sort en 33 tours. On y retrouve son premier succès Zig-zag Dance, repris par de nombreux groupes, mais dont la seule vraie version est publiée en 45 tours sous le nom de Foggy Joe.
Jarre sort aussi sa propre version de Pop-corn (énorme succès des années 1970 composé par Gershon Kingsley) sous le pseudonyme Jammie Jefferson, avec en face B Black Bird qui est en fait une version différente de Bridge of Promises que l'on trouve originellement sur l'album Deserted Palace. D'autres 45 tours suivent : Cartolina/Helza sous le pseudonyme 1906 avec une pochette qui reprend l'affiche du cabaret Le Chat noir.
Jean-Michel Jarre, qui déploie pendant ces années-là une intense activité de producteur, de compositeur et de parolier, est à l'origine de plusieurs tubes. Il écrit la plupart des textes des albums de Christophe Les Paradis perdus (1973) et Les Mots bleus (1974), sur lesquels figurent les chansons portant ces titres mais aussi Señorita. Il croise des musiciens qu'il retrouvera plus tard : Dominique Perrier et Roger Rizzitelli, qui fonderont de leur côté le groupe Space Art, auteurs du titre Onyx qui connaît un certain succès. Il se fait également metteur en scène pour le spectacle de Christophe à l'Olympia en 1975, dans lequel on peut voir un piano voler. C'est aussi à cette époque qu'il rencontre Francis Dreyfus, son éditeur. Jean-Michel Jarre écrit également des textes de chansons pour d'autres artistes de la chanson francophone.
Toujours en 1975, il peaufine deux textes (Que vas-tu faire ? et Le Compte à rebours) et une musique pour le 45 tours de Françoise Hardy, ainsi que quatre musiques pour Gérard Lenorman : La Fille que j'aime, Parade, La Belle et la Bête (thème qu'il reprendra pour Second Rendez-vous) et La Mort du cygne (thème qu'il reprendra pour Troisième Rendez-vous).
Viendra ensuite en 1976 L'Enfant aux cheveux blancs pour Patrick Juvet. En 1977, Où sont les femmes ? et Les Bleus au cœur toujours pour Patrick Juvet, issus des albums Mort ou vif et Paris by Night à la production desquels il participe.

### Carrière

#### À partir de 1976
En 1974 il rencontre Michel Geiss qui deviendra un ami et l'aidera dans la suite de sa carrière, entre autres en concevant le Matrisequencer et le Rythmicomputer (utilisés pour la première fois sur l'album Equinoxe), puis en participant à la conception du Digisequencer (utilisé pour la première fois sur l'album Chronologie).
L'année 1976 marque le début du succès de Jean-Michel Jarre. En août, il se lance dans l'enregistrement d'un album concept : Oxygène. Il y développe un voyage musical d'une quarantaine de minutes comprenant six mouvements. Il y utilise des synthétiseurs analogiques de l'époque, ainsi qu'un nouvel instrument proposant de la synthèse additive, le RMI Harmonic Synthesizer. Sa musique d'une grande fluidité contraste avec celle plus technique et plus mécanique de Kraftwerk. Avec ses morceaux plus structurés et plus mélodiques, Oxygène se distingue aussi des autres compositions électroniques de Klaus Shulze ou Tangerine Dream.
Oxygene sort en novembre 1976, et devient très vite un phénomène international tant son succès est foudroyant et exceptionnel. Vendu à plus de 18 millions d'exemplaires, le disque est l'un des plus gros succès de l'histoire de la discographie française dans le monde. Le célèbre thème d'Oxygene IV grimpe aux premières places des hit-parades. Le 45 tours devient un tube mondial et est utilisé pour plusieurs génériques d'émissions télévisées et radio (dont la fameuse Basket de Jean-Loup Lafont sur Europe 1). Jarre reçoit le Grand Prix du Disque de l'Académie Charles Cros. C'est également en 1976 que naît Émilie, son premier enfant. Il utilise pour la première fois la technologie VHS pour la réalisation du clip d'Oxygène IV[réf. souhaitée]. 
En 1977, il est nommé "Personnalité de l'année" par le magazine américain People. Polydor achète les droits de distribution de ses œuvres dans le monde entier[réf. souhaitée].
En 1978, il épouse l'actrice britannique Charlotte Rampling ; la même année naît leur fils David. Celui ci, magicien, entamera lui aussi une carrière musicale en créant le groupe The Two avec Ara Starck, la fille de Philippe Starck.
Sur le plan professionnel, il entame en janvier 1978, avec l'aide de son collaborateur Michel Geiss, l'enregistrement de l'album studio Equinoxe, composé en neuf mois et qui sort en fin d'année. Celui-ci, une fois de plus axé sur des ambiances, le travail sur l'évocation de sons naturels (pluie, vent, mer…), confirme le succès d'Oxygène. La couverture de l'album est une œuvre intitulée Le trac réalisée par Michel Granger, déjà auteur de celle de Oxygène. Une vidéo doit accompagner cet album mais le projet n'aboutit pas. Toujours en 1978, Jean-Michel jarre reçoit un Midem Award.
Il ne néglige pas pour autant son travail pour le cinéma. Il signe la même année la bande originale du film La Maladie de Hambourg de Peter Fleischmann, qui utilise notamment des morceaux tirés des albums Oxygène et Équinoxe.
L'année 1979 révèle son sens du spectacle : pour le 14 juillet, il offre son premier concert gratuit en extérieur, place de la Concorde à Paris, se retrouvant seul sur scène entouré de synthétiseurs en tout genre, dont certains fournis par son futur collaborateur Francis Rimbert, à l'époque démonstrateur chez Korg. Intitulé Paris Bleu Blanc Rouge, l'événement attire un million de spectateurs, sans compter les téléspectateurs puisque le concert est diffusé en Eurovision à la télévision. Une cassette vidéo officielle en est publiée (en fait un long clip vidéo d’une demi-heure retraçant l’événement), la première vidéo musicale à être commercialisée en France. Ce concert exceptionnel musicalement et visuellement entre dans le Guinness Book, tout en inaugurant le concept du méga-concert qui deviendra sa signature : un spectacle total, mêlant musique, jeux de lumières, lasers, effets pyrotechniques et projections géantes. Mick Jagger, présent au concert, est impressionné par la réalisation de ce type de concert ; une collaboration avec les Rolling Stones est même évoquée mais elle ne verra pas le jour.
En 1979, il reçoit la médaille d'or de la Sacem pour sa contribution à la diffusion de la culture française à travers le monde. De fait, Jean-Michel Jarre fait partie des musiciens français les plus connus à travers le monde, tout comme son père, Maurice Jarre. Deux disques de platine sont décernés, l'un à Jean-Michel Hepp, directeur des variétés de TF1 et organisateur du concert de la Concorde, le second à Claude Brunet, directeur des programmes d'Europe 1 (1979) pour leurs contributions à la diffusion de l'album Équinoxe.

#### Années 1980
En mai 1981 sort l'album Les Chants magnétiques, le premier dans lequel est utilisé le Fairlight CMI (premier synthétiseur échantillonneur numérique). La même année, ses longues négociations avec les autorités chinoises aboutissent, lui permettant d'être le premier Occidental à jouer en république populaire de Chine depuis la mort de Mao Zedong. Par ailleurs l’ambassade de Grande-Bretagne donne à Radio Pékin des exemplaires d’Oxygène et d’Équinoxe, qui deviennent les premiers morceaux de musique étrangère à être joués à la radio nationale chinoise depuis des décennies.
Jean-Michel Jarre et son équipe, composée notamment de Dominique Perrier, Roger Rizzitelli et Frederick Rousseau les musiciens qui doivent l'accompagner sur scène, décollent le 15 octobre de Paris pour une série de cinq méga-concerts en salle, deux à Pékin et trois à Shanghai. Les représentations doivent se dérouler du 18 octobre au 5 novembre 1981. À l'origine, le premier concert de Pékin concerne surtout des officiels, mais avant le début du concert, les techniciens comprennent qu'il n'y aura pas assez de courant pour alimenter la scène et la sonorisation. Les autorités chinoises résolvent le problème en coupant temporairement le courant dans les quartiers environnants. Le stade où il doit avoir lieu est presque plein lorsque le concert commence, mais comme les bus de Pékin cessent de fonctionner vers 22 heures, environ la moitié du public part avant la fin. Pour augmenter l'audience pour le deuxième concert, Jean-Michel Jarre et son équipe de production achètent une partie des billets et les donnent aux enfants des rues (Jean-Michel Jarre voulait à l'origine que les concerts soient gratuits, mais les autorités chinoises ont décidé de faire payer entre 0,20 et 0,50 £ par billet). L'événement est remarquable pour son manque de participation du public ; les Chinois semblent indifférents à la fois à la musique et au spectacle de lumière, et les applaudissements sont plus que modérés. Sur le deuxième site, à Shanghai, Jean-Michel Jarre encourage la participation du public en entrant dans la foule, qui devient beaucoup plus réactive qu’à Pékin. Ces concerts réunissent 218 000 personnes : à Pékin 18 000 puis 20 000 et à Shanghaï trois fois 60 000. Finalement, le public chinois est conquis, et Jean-Michel Jarre devient membre honoraire du conservatoire de musique de Pékin. Les Chinois lui donnent le surnom de « grand maître de l'électronique ». Il repart de Chine avec un side-car, le seul à avoir été autorisé par le gouvernement à être exporté. Son succès ne se dément pas jusqu'à aujourd'hui dans ce pays. La tournée en Chine a coûté 4 millions et demi de francs. Les frais de Jean-Michel Jarre et de son équipe sont payés par les autorités chinoises. Pour le transport du matériel en Chine, la maison de disques Dreyfus doit avancer les frais. La billetterie ne rapporte que très peu d'argent.
En 1982, le double album Les Concerts en Chine est l'écho de cette tournée et est conçu comme un album-souvenir à la manière d'un album-photo. Il comprend de nombreux nouveaux titres qui ont été joués pour la première fois en Chine. Les morceaux sont toutefois retravaillés en studio et l'un d'eux, le fameux Souvenir de Chine qui clôt l'album, est créé après coup. Le morceau Arpégiateur sera utilisé plus tard dans la bande sonore du film 9 semaines 1/2.
En 1983, Jean-Michel Jarre compose une musique d'ambiance pour une exposition d'art moderne, Orrimbe, dont les supermarchés sont le thème. Comme pour les œuvres exposées par les jeunes peintres, il décide de vendre aux enchères le seul exemplaire qui a été fabriqué de l'album Musique pour supermarché (la matrice de fabrication est détruite sous contrôle d'huissier). L'album est vendu le 6 juillet 1983 à l'hôtel Drouot à Paris. La mise à prix est de 50 francs (prix moyen d'un 33 tours à l'époque) et l'album est adjugé à 69 000 francs, ce qui fait entrer le musicien dans le Guinness Book pour avoir conçu l'album vendu le plus cher aux enchères. L'argent est destiné à aider les jeunes artistes. L'idée était de créer un disque unique, de la même manière qu'une œuvre d'art, mais certains[Qui ?] y voient aussi une attaque contre l'industrie discographique en général, puisque l'artiste annonce sur RTL : « Piratez-moi ! » juste avant que la station diffuse son disque pour une seule et unique fois, le soir même de la vente.
En novembre de la même année, sort une compilation intitulée The Essential, d'abord en Angleterre, puis dans une version différente en France un peu plus tard. Une version proche sort en Italie sous le titre Synthesis et en Allemagne sous le titre Musik aus Zeit und Raum (qui peut être traduit par "musique hors de l'espace-temps").
En novembre 1984, il sort l'album Zoolook qui l'emmène explorer un univers sonore très différent de ses premiers albums. Il l'enregistre en partie à New York avec Marcus Miller, Laurie Anderson, Yogi Horton (en), Adrian Belew et Frederick Rousseau après avoir parcouru le monde pendant 18 mois pour enregistrer des voix dans de multiples langues et dialectes et en avoir fait une sorte de patchwork avec le Fairlight. Cet album est élu album instrumental de l'année aux États-Unis, et Jean-Michel Jarre en reçoit en outre des mains de Daniel Balavoine une Victoire de la musique pour le meilleur album de musique instrumentale et une nouvelle fois le grand prix de l'Académie du Disque. Quelques morceaux de cet album sont utilisés comme génériques d'émissions télévisuelles (Zoolookologie pour l'émission Zénith de Michel Denisot sur Canal+, Ethnicolor II pour Histoires courtes sur Antenne 2).
Jean-Michel Jarre est sollicité pour participer à la célébration des 150 ans du Texas et des 25 ans de la NASA prévue en avril 1986. À cette occasion il prépare une partition pour Ronald E. McNair, astronaute américain et saxophoniste amateur, afin que celui-ci joue du saxophone sur un morceau de son prochain album, Rendez-vous. McNair devait devenir le premier musicien à jouer en apesanteur et à participer à distance, à bord de la Navette spatiale Challenger, à l'enregistrement d'un morceau de musique. L'explosion peu après le décollage de la navette le 28 janvier 1986 tue malheureusement Ronald E. McNair et les six autres astronautes. En sa mémoire, Jean-Michel Jarre sous-titre Ron's piece la partie de l'album (intitulée VIe Rendez-vous / Last Rendez-Vous) sur laquelle devait jouer l'astronaute. Malgré ce coup terrible, Jean-Michel Jarre poursuit son projet qui aboutit au méga-concert Rendez-Vous Houston. Le spectacle est mis en scène par Christian Bourret qui réalisera par la suite la plupart de ses concerts (Lyon, Paris, Moscou, Les 12 Rêves du soleil au Caire pour le passage à l'an 2000, La Cité interdite à Pékin, Gdansk, etc.). L'aventure de Houston marque le début d'une collaboration assidue avec Francis Rimbert rencontré à l'époque du concert de la Concorde en 1979.
L'album Rendez-vous est produit dans l'urgence (en deux mois) car sa sortie doit coïncider avec le concert de Houston et il rend hommage aux sept astronautes qui ont péri dans la navette Challenger en janvier 1986. Le temps limité pour la confection de l'album incite Jarre a recycler des créations plus anciennes. Ainsi, les mélodies de Deuxième Rendez-vous et Troisième Rendez-vous proviennent de compositions que Jean-Michel Jarre avait écrites pour des chansons de Gérard Lenorman dans les années 1970 (respectivement La Belle et la Bête et La Mort du cygne), tandis qu'une partie du Cinquième Rendez-vous provient du disque unique Musiques pour supermarchés. L'album remporte un grand succès et est notamment récompensé par une Victoire de la musique. Le single Quatrième Rendez-vous devient un tube international et un morceau phare de ses concerts.
Jean-Michel Jarre et son équipe donnent donc le 5 avril 1986 un « son et lumières » spectaculaire en plein centre de Houston devant près d'un million et demi de spectateurs. Des bouchons bloquent les autoroutes qui passent près du site du concert, du fait que les automobilistes s'arrêtent pour le suivre. Jean-Michel Jarre reçoit pour ce concert la Victoire de la musique du meilleur spectacle musical, tandis que le Guinness Book officialise les 1,3 million de spectateurs. Le 5 octobre de la même année, Jean-Michel Jarre revient dans sa ville natale et organise son Rendez-Vous Lyon : concert pour le Pape, un concert gratuit en l'honneur de la venue de Jean-Paul II qui se déroule sur la colline de Fourvière, attirant 800 000 spectateurs, six mois jour pour jour après celui de Houston.
En 1987, sort l'album Houston-Lyon qui retrace ces deux grands concerts. Pour ses 10 ans de carrière, Polygram publie une discographie complète : 10e Anniversaire. Une biographie est publiée par Jean-Louis Remilleux, chez Olivier Orban, et Jean-Michel Jarre est élu "Citoyen d'honneur" de la ville de Lyon. Cette année-là, il est nommé "Personnalité européenne de l'année" par le magazine américain People.
En 1988, Jean-Michel Jarre reprend son travail d'exploration musicale avec Révolutions, un album rappelant un peu Zoolook, qui mêle voix (issues principalement de cultures non occidentales) et sons électroniques. Le titre et le thème principal sont en lien avec le lieu des prochains concerts : les docks de Londres. L'album rend hommage à tous les enfants de la révolution industrielle et à Dulcie September. Les 8 et 9 octobre, le spectacle Destination Docklands est donné dans des conditions météorologiques désastreuses, mais tire parti des circonstances en offrant au million de spectateurs (dont la princesse de Galles, Lady Di) deux concerts mémorables. Financièrement, l'opération se révèle également très difficile à équilibrer. En 1989 sort une compilation des morceaux joués lors du premier concert à Londres : Jarre Live.
Un projet lié au bicentenaire de la Révolution française en 1989 n'aboutit pas, et c'est le défilé de Jean-Paul Goude qui se voit retenu pour le 14 juillet.
Il joue London Kid pour le centenaire de la Tour Eiffel en mai 1989 avec le leader des Shadows, Hank Marvin, une des idoles de sa jeunesse.
Dreyfus sort une discographie complète : Jean Michel Jarre - Les Années Laser. Le coffret VHS n'est disponible qu'en France et regroupe notamment les concerts de Chine, Houston et Lyon.
Une exposition Concert d'images est organisée du 6 juillet au 17 septembre 1989 à l'Espace photographique de la Ville de Paris, au Forum des Halles autour de l'univers du musicien. Cette exposition donne lieu à la publication d'un livre tiré à 5 020 exemplaires chez Paris Audiovisuel et à la création du plus long morceau de musique de Jarre, qui a utilisé pour l'occasion un logiciel de composition automatique tournant sur Atari contribuant à près de 70% du résultat. Ce morceau sera repris sous le titre En attendant Cousteau sur l'album suivant et ensuite utilisé en guise de musique d'attente avant le début des concerts de Jarre.
L'album En attendant Cousteau sort en 1990. Il a partiellement été enregistré à Trinidad, dont le calypso est la danse traditionnelle et a inspiré le nom du bateau de Cousteau. Un groupe local de steel drums a participé aux enregistrements et joué notamment sur le titre Calypso. Outre cet album en hommage au commandant Cousteau, Jean-Michel Jarre a également signé la musique du reportage l' Odyssée effectué par Jacques-Yves Cousteau aux Philippines dans le domaine protégé de Palawan. Quelques extraits inédits de cette musique ont été par la suite mis en ligne sur des sites de fans sur Internet.

#### Années 1990
Onze ans après son premier méga-concert, Jean-Michel Jarre revient à Paris le 14 juillet 1990 pour un concert gigantesque : La Défense en concert. Le Guinness Book officialise 2 500 000 spectateurs, un record de plus. Un livre-souvenirs de ce concert est publié aux Éditions du Moniteur.
La même année, un astéroïde découvert en 1942 par Louis Boyer est baptisé « (4422) Jarre » en l'honneur de Jean-Michel Jarre et de son père.
En 1991, un projet de concert programmé durant l'éclipse totale de Soleil au pied de la pyramide du Soleil à Teotihuacan au Mexique est annulé en raison du naufrage du bateau qui acheminait le matériel depuis l'Europe.
Jean-Michel Jarre publie Images, une compilation dans laquelle il revisite nombre de ses succès, dont des morceaux joués uniquement en concert (Orient Express), d'autres très peu connus (Moon Machine, la face B de Rendez-vous IV), ou totalement inédits (Globe Trotter et Eldorado prévus pour le concert au Mexique). Une vidéo VHS portant le même nom est publiée simultanément. Elle regroupe les principaux clips de l'artiste qui reçoit un Video Award à cette occasion.
En 1992, il aurait participé à l'organisation d'une partie de la cérémonie d'ouverture des Jeux olympiques d'hiver à Albertville. Puis il est chargé d'organiser Swatch the World, un son et lumières à Zermatt (Suisse) à l'occasion de la vente de la cent millionième montre Swatch. Le spectacle se déroule au pied du mont Cervin. On y entend le titre Une alarme qui swingue, ébauche du futur Chronologie 5. Jean-Michel Jarre part ensuite pour l'Afrique du Sud où il organise trois spectacles : Legend of the Lost City, à l'occasion de l'ouverture d'un complexe hôtelier près de Sun City. Entretemps, il essaie d'organiser un spectacle au palais des congrès pour aider les enfants défavorisés mais celui-ci ne verra pas le jour.
En 1993, il revient de manière remarquée aux synthétiseurs analogiques qui firent la gloire d'Oxygène et d’Équinoxe dans son nouvel album Chronologie, inspiré du livre Une Brève histoire du temps de Stephen Hawking.
Entre le 28 juillet et le 16 octobre 1993, une tournée européenne Europe en concert menée dans quatorze villes de sept pays (de Bruxelles au Mont-Saint-Michel) attire près de 660 000 spectateurs en quinze concerts, en partenariat avec le célèbre fabricant de montres Swatch. Il réalise d'ailleurs plusieurs mélodies pour les montres Swatch Musicall, le succès n'étant terni que par les embouteillages créés par les concerts sur certains sites comme Le Mont-Saint-Michel, et quelques annulations de dates. Malgré le succès de la billetterie, cette tournée se transforme en gouffre financier, dû en partie à un producteur véreux en Espagne, ce qui cause la mise en liquidation judiciaire de la société de production CICS dont Jean-Michel Jarre est actionnaire à 12 %. Plusieurs de ses sociétés partenaires depuis des années seront entraînées dans cette chute.
En 1994, il reçoit une Victoire de la musique pour cette tournée, qui est l'occasion de retrouvailles avec son père Maurice Jarre. Cette tournée est l'occasion de la publication d'un livre Europe en concert aux Éditions du Moniteur. En mai de la même année, il est nommé Ambassadeur de Bonne Volonté par l'UNESCO, pour son talent à rassembler des foules de toutes cultures par la musique, et une série de concerts dans le monde entier est planifiée pour 1995 (déclarée année de la tolérance), tandis que sa musique Eldorado devient hymne de l'UNESCO. Le projet de séries de concerts n'aboutit pas. Parallèlement la tournée Europe en concert fait l'objet d'une VHS qui reprend le concert de Barcelone.
Le 11 mars 1994, il revient en Chine pour organiser le Concert d'inauguration du Grand Stade de Hong-Kong, pour lequel il est préféré à Michael Jackson et Madonna. Il y rejoue plusieurs morceaux de ses concerts de 1981, dont Jonques de pêcheurs au crépuscule avec un orchestre classique local, à la demande des autorités, en offrant au public un spectacle proche de ceux de sa tournée européenne. Le 1er avril, il offre un poisson original aux auditeurs de la station de radio Europe 2, en jouant un mini-concert acoustique (à l'orgue de barbarie !) de trois morceaux : L'Orchestre sous la pluie alias Équinoxe 8 déjà entendu sous cette forme pendant sa tournée européenne, un surprenant Équinoxe 3 ironiquement sous-titré « version heavy metal », et le plus classique La Dernière Rumba issu de l'album Les Chants magnétiques. On regrette qu'il n'existe pas de trace discographique de l’événement et qu'il n'ait jamais été renouvelé. Le 25 mai, il est nommé chevalier de la Légion d'honneur. Il sort le 14 novembre son album live Hong-Kong qui reprend des extraits de ses concerts à Hong Kong et en Europe.
L'année 1995 est l'année de Concert pour la Tolérance, donné le 14 juillet à Paris au pied de la tour Eiffel, pour célébrer le cinquantenaire de l'UNESCO qui a choisi comme hymne son titre Eldorado. Ce concert attire 1,5 million de spectateurs, en rassemblant instruments et musiciens de cultures différentes : orchestre arabo-andalou, chanteurs africains, le chanteur algérien Khaled, le chanteur lyrique Richard Cross. Le concert, introduit par un survol du Champ de Mars par la Patrouille de France, est retransmis en direct sur TF1, et sera publié ensuite en Laserdisc. Un livre souvenir de ce concert est publié aux Éditions du Moniteur. Au même moment sort l'album Jarremix qui regroupe des remixes de ses anciens morceaux par de jeunes DJ.
En 1996, Jean-Michel Jarre ouvre un site web en collaboration avec le ministère de la Culture : Un espace pour la tolérance. Plusieurs projets de concerts n'aboutissent pas. En juin 1996, il termine dans son propre studio de la région parisienne un nouvel album, mais sa sortie est reportée car il a d'autres projets de concerts. C'est cette année-là qu'il se sépare de Charlotte Rampling.
Le 18 février 1997 sort l'album : Oxygène 7-13. Il est dédié à Pierre Schaeffer, le mentor de ses jeunes années au GRM, et revient aux sources en hommage aux premiers synthétiseurs analogiques. Jean-Michel Jarre le considère comme une suite de son premier succès, en utilisant vingt ans après les mêmes instruments que sur Oxygène. Il se lance dans une tournée européenne en salle : le 3 mai, Oxygène Tour débute à Toulon, avant de partir en Europe du Nord jusqu’à fin juin. Il revient au méga-concert en organisant le spectacle Moscou, en route vers le XXIe siècle pour célébrer les 850 ans de la ville. 500 000 personnes assistent à ce concert au pied de l'université de Moscou, mais plus de 3 millions de personnes peuvent le voir ou l'entendre des environs : nouveau record. Le clou du spectacle est une liaison avec les cosmonautes à bord de la station Mir. Puis il reprend sa tournée en France, notamment au Zénith de Paris, mais les concerts prévus dans le reste du monde sont annulés les uns après les autres. En novembre sort la compilation Complete Oxygene qui regroupe les deux albums Oxygène et Oxygène 7-13 assorti d'un bonus constitué d'un remix du titre Oxygène 12 baptisé Oxygen in Moscow.
En avril 1998, intéressé par les nouvelles technologies et notamment le multimédia, il sort l'album Odyssey Through O2 qui a la particularité d'être un CD-ROM. La partie audio est constituée de remixes de différentes partie d’Oxygène, alors que la partie multimédia est très travaillée, en collaboration avec une entreprise belge et une école multimédia française. En juillet 1998, il organise un spectacle pour la fin de la Coupe du monde de football et la première Nuit électronique, qui attire 600 000 personnes. Quatrième Rendez-vous est de nouveau remixé et sort en simple sous le titre Rendez-vous 98, comme un des hymnes officiels de la coupe du monde. Il s'agit d'un concert techno où les tubes de Jean-Michel Jarre sont remixés par des DJ renommés comme Claude Monnet. Ce travail, très différent des productions habituelles du musicien, déroute notablement son public traditionnel. L'enregistrement du concert sort en VHS uniquement au Japon. Il débute également une collaboration avec la société Apple, en relation avec Christophe Martin-de Montagu, consultant musique pour Apple et présent sur les crédits de Métamorphoses, Jean-Miche Jarre réalise "iMac Night", un show en 3D lors de Apple expo à Paris, devant plus de 6 000 personnes équipées de lunettes 3D.
Une partie de l'année 1999 est consacrée à préparer le passage à l'an 2000. Le site des pyramides de Gizeh aux portes du Caire en Égypte est choisi. Le spectacle, intitulé Les 12 Rêves du Soleil, se déroule en deux parties : la première dans la nuit du 31 décembre 1999 au 1er janvier 2000, devant 115 000 spectateurs (dont le président égyptien Hosni Moubarak) malgré un brouillard notable qui donne au spectacle une ambiance particulière ; la deuxième partie se déroule au lever du soleil, le matin du 1er janvier. Un livre souvenir de ce concert est publié aux éditions Cristaly.

#### Années 2000
Fin janvier 2000, il change une nouvelle fois de registre et sort l'album Metamorphoses, dont presque chaque musique est (inhabituellement) accompagnée de paroles (avec les voix de Natacha Atlas ou de Laurie Anderson entre autres). Une partie de ces morceaux a été jouée en avant-première lors du concert du Caire. Il utilise aussi sa propre voix déformée à l'aide de synthèse vocale comme sur le morceau Hey Gagarin. Cet album s'oppose au discours habituel du musicien qui jusqu'alors n'incluait pas de paroles à ses musiques : « La musique est très subjective, elle est faite pour créer des visions et des images dans votre tête. Dès que vous commencez à définir les choses visuellement ou par des paroles, vous vous limitez presque à une image plus banale » dit-il à propos de son best-of Images sorti en 1991. Il choisit également de ne pas mettre sa photo en couverture : « Je préfère ne pas avoir ma photo sur la pochette de mes disques ».
En juin 2001, il organise deux concerts à Athènes sur le site de l'Acropole : Hymn to Akropolis, à l'occasion des Olympiades culturelles grecques. Les profits sont reversés à une association s'occupant des enfants atteints du cancer. Un livre souvenir de ce concert est publié en Grèce. Il est invité au festival d'Avignon où il crée une exposition espace musical avec vidéos sur écrans HD où une musique inédite basée sur les bruits du corps humain accompagne les visiteurs.
En 2002, il est l'invité du festival du Printemps de Bourges. Lors d'un concert, il reprend sur des synthétiseurs analogiques les morceaux extraits du ballet Aor composés avant Oxygène, et quelques titres inédits, spécialement composés pour l'occasion, dans une ambiance de création vintage. Cet album fait l'objet d'une diffusion numérique exclusive téléchargeable sur iTunes.
Le 7 septembre 2002, il donne un concert à Aalborg au Danemark dans un champ d'éoliennes. Aero est un hommage au vent. À cette occasion, quelques-uns de ses succès sont remixés et préfigurent un nouveau style. En novembre sort l'album Sessions 2000, au style jazz-électro. Une polémique naît entre la maison de disques et le musicien. Ce dernier estime que cet album est sorti avant qu'il ait pu réellement aboutir son travail. Il arrête ainsi sa collaboration avec celui qui était son premier producteur Francis Dreyfus et avec qui il travaillait depuis la publication d'Oxygène.
En septembre 2003 sort de l'album Geometry of love, conçu pour le VIP Room des Champs-Élysées à Paris, au style lounge. Cet album est aussi inspiré par sa relation avec l'actrice Isabelle Adjani.
En 2004 sort l'album AERO, expérimentation de la technologie A.E.R.O. en 5.1. Dans cet album disponible en CD + DVD, il réexplore les morceaux qui ont fait son succès (Oxygène 4, Équinoxe 4, etc.) en son digital 5.1 et enregistre également quelques inédits : Aero, Aerology et Aerozone. Le DVD est illustré par la seule expression des yeux d'Anne Parillaud découvrant la musique de l'album en son 5.1. Le 10 octobre, il ouvre l'Année de la France en Chine avec un concert dans la Cité interdite et sur la place Tian'anmen, qui fera l'objet d'un DVD. Une nouvelle biographie est publiée par Yannick Piel chez Coëtquen Éditions.
Après avoir défrayé la chronique lors de sa rupture avec l'actrice Isabelle Adjani, il épouse Anne Parillaud le 11 mai 2005. Le 26 août, il donne un concert à l'occasion des 25 ans de Solidarność, dans les chantiers navals de Gdańsk en Pologne. Il rend hommage à Lech Wałęsa en sa présence, ainsi qu'à Chopin et à Jean-Paul II. Plusieurs titres choisis pour le concert sont utilisés dans la bande originale du film Strike qui retrace la lutte des ouvriers des chantiers navals de Gdansk. Le concert est publié en DVD.
Le 16 décembre 2006, il se produit à Merzouga au Maroc. Ce spectacle, intitulé Water for Life et parrainé par l'UNESCO, est un cri d'alarme contre la désertification et le manque d'eau sur la planète.

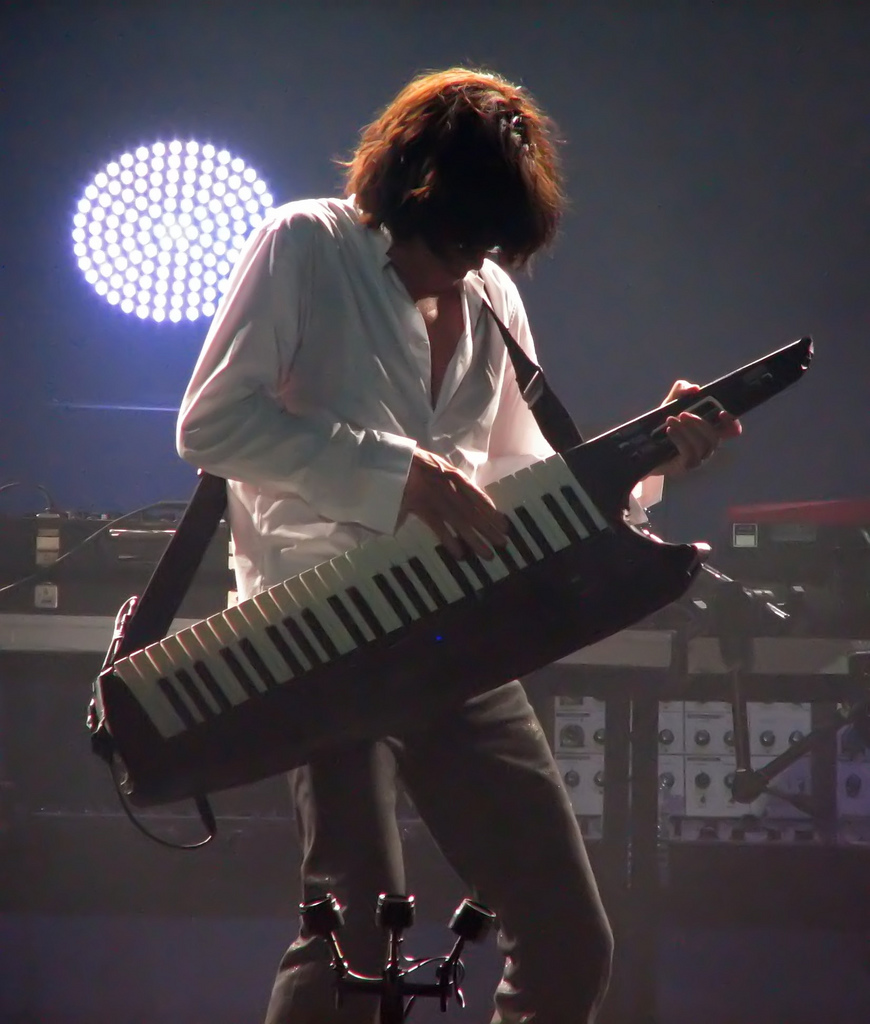
Jean-Michel Jarre durant le In Doors Tour, le 30 mai 2009.

Le 26 mars 2007, alors que ses fans attendent un album sur l'aviateur et romancier Saint-Exupéry, sort Téo & Téa qui compte treize titres au style musical techno et dance floor très marqué, ce qui surprend son public le plus fidèle. Jean-Michel Jarre dit à propos de cet album : « J'ai voulu explorer l'univers de la rencontre car l'homme a de plus en plus de solutions pour parler mais est de plus en plus seul ». L'album est constitué d'un CD et un DVD 5.1, ce dernier contenant le clip Téo & Téa et d'autres bonus.
Il donne une série de show cases dans plusieurs boîtes de nuit, ainsi que durant le festival de Cannes. Il est reçu dans plusieurs émissions à la télévision et la radio pour présenter cet album. Mais ce disque est un échec à la fois commercial et artistique; il se fait incendier par la critique qui considère désormais le musicien comme "has-been". De nombreux fans le boudent et citent Téo & Téa encore aujourd'hui comme son « pire album ». L'intéressé lui-même reconnaîtra par la suite s'être entièrement fourvoyé avec ce disque, plaidant un « passage à vide artistique ».
En juillet 2007, un projet de concert dans un parc éolien sur le thème du vent avec l'UNESCO en Italie, près de Naples, pour le premier festival Powerstock est lancé, sans qu'il n'aboutisse.
En septembre 2007, il réenregistre au Studio ALPHACAM l'album Oxygène avec les instruments de l'époque, mais avec de nouveaux arrangements, ainsi que des morceaux inédits à l'époque. En effet, pour les 30 ans de la parution d'Oxygène, Jean-Michel Jarre reprend son plus gros succès et lui fait bénéficier des nouvelles technologies numériques en accompagnant la musique par des images en trois dimensions. Ce nouvel album baptisé Oxygène 3D sort le 23 novembre chez EMI, sa nouvelle maison de disques, en trois versions et coffrets différents, donc un avec une version vidéo en 3D. La version 3D fait l'objet d'une diffusion le 22 novembre en avant-première dans plusieurs cinémas 3D en Allemagne.
Une série de concerts dans toute l'Europe débute pour présenter cette nouvelle version au public, initialement au théâtre Marigny à Paris en décembre 2007. Ces concerts tranchent avec les précédents par leur côté intimiste, centré sur la performance musicale, et l'utilisation affichée d'une collection d'instruments des années 1960 et 70, devenus rares et considérés comme mythiques.
Jean-Michel Jarre devient membre du comité de parrainage de la Coordination française pour la Décennie de la culture de non-violence et de paix.
Le 17 novembre 2008, il est fait docteur honoris causa de l’Académie des Sciences de Russie au titre de « sa contribution au développement de la culture dans le domaine de la musique et son engagement pour la protection de l’environnement ». En fin d'année est publié Jean Michel Jarre, le magicien du son et de la lumière de Michael Duguay chez Coëtquen. Deux de ses chansons sont utilisées dans le jeu vidéo Grand Theft Auto IV sorti en avril 2008 : Oxygène et Oxygène, Part 4.
Après avoir sillonné l'Europe avec Oxygène Tour 2008, Jean-Michel Jarre repart pour une série de tournées en salles à travers l'Europe. C'est d'abord Indoors 2009, comprenant une vingtaine de concerts en Europe de l'Est et du Nord. Dans cette tournée, tout comme celle qui suit en 2010, Jean-Michel Jarre applique les principes de l'Oxygène Tour à l'ensemble de son répertoire en faisant la part belle aux synthétiseurs de la première heure. La fin de la décennie marque ainsi pour lui un retour aux sources et une réaffirmation de son identité musicale à une époque où la musique électronique s'est très largement généralisée.

#### Années 2010
2010 est l'année d'une nouvelle tournée mondiale baptisée 2010 en hommage à Arthur C. Clarke. Dans la lignée de la tournée de 2009, Jean-Michel Jarre donne une soixantaine de concerts à travers l'Europe avec des passages dans les plus grandes salles européennes, les Zénith de France, et au palais omnisports de Paris-Bercy. Cette tournée se prolonge sur 2011 avec une quinzaine de dates supplémentaires.
En parallèle, il s'investit techniquement dans la marque Jarre Technologies : sous cette marque est conçu et commercialisé du matériel Hi-fi avec la volonté de réconcilier les nouvelles technologies de diffusion avec une exigence élevée de qualité sonore.
En novembre 2010, Jean-Michel Jarre annonce à la presse son divorce avec Anne Parillaud.
Le 1er juillet 2011, il donne un concert gratuit sur le port de Monaco devant 110 000 personnes pour célébrer le mariage des époux Albert II de Monaco et Charlene Wittstock. Installé sur une scène longue de 200 mètres pour 60 m2 de surface plantée dans l'eau, avec huit tours de lumières de 35 mètres de haut comprenant des écrans LED de 400 m2, Jean Michel Jarre assure deux heures de show. Des images diverses, lumières, lasers et feux d'artifice animent le concert, se mêlant à ses morceaux légendaires ainsi qu'un morceau inédit sur scène, Vintage, présent sur l'album Téo & Téa. Le concert, retransmis par Euronews, NRJ12, Ustream et Nostalgie, est diffusé à travers 153 pays et visionné par 3 milliards de personnes.
Il est promu officier de la Légion d'honneur le 14 juillet 2011.
En juin 2013, un concert de Jean-Michel Jarre est annoncé à l'amphithéâtre de Carthage en Tunisie le 12 août 2013 pour le Festival international de Carthage. Après trois jours d'installation, il se produit devant 10 000 personnes. La même année, il reçoit un Steiger Award en Allemagne.
Le 16 octobre 2014, il est l'invité d'honneur du Amsterdam Dance Event, et le 23 octobre, il reçoit le prix de l'innovation Innovation in Sound par le mensuel musical britannique Q.
Le 16 mars 2015, il annonce la sortie proche d'un nouvel album via les réseaux sociaux, et présente un extrait de celui-ci, Glory, présent dans le film Interstellar Movie Time Capsule Film en collaboration avec le groupe français de musique électronique, M83. Sur ce même album, il présente des titres en collaboration avec d'autres compositeurs de musique électronique, comme l'EP de trois titres Conquistador, en collaboration avec Gesaffelstein, l'EP deux titres Zero Gravity en collaboration avec Tangerine Dream, l'EP trois titres Watching You en collaboration avec Massive Attack, Stardust avec le DJ trance Armin Van Buuren, ou encore l'instrumental Automatic (parties I & 2) réalisé en collaboration avec Vince Clarke, fondateur de Depeche Mode et d'Erasure. Cet album, intitulé Electronica 1: The Time Machine, sort finalement le 16 octobre 2015.
En juin 2015, en collaboration avec Jean-Michel Jarre, sort le transmédia Soundhunters sur la plateforme de la chaîne franco-allemande Arte. Le transmédia conceptualisé par les frères Blies (Stéphane Hueber-Blies et Nicolas Blies), François Le Gall et Marion Guth de la société de production luxembourgeoise a_BAHN, est ouvertement inspiré de l'album Zoolook auquel il rend hommage. Le transmédia est composé d'un webdocumentaire reprenant le processus créatif de Zoolook impliquant 4 artistes internationaux (Simonne Jones, Mikael Seifu, Daedelus et Luke Vibert) ; d'un documentaire de 52 min réalisé par Beryl Koltz diffusé en septembre 2015 sur Arte (avec la participation de Chassol, Matthew Herbert, Blixa Bargel, Jean-Michel Jarre, Matmos, Kiz, Joseph Bertolozzi), et enfin d'un album musical participatif hommage dont les morceaux ont été choisis par Jean-Michel Jarre, intitulé Zoolook Revisited. Soundhunters remporte le FIPA d’or Smart Fip@ 2015 à Biarritz. Soundhunters sera aussi présenté en conférence à SXSW ainsi qu'au NYFF Convergence (New York Film Festival) en 2016.
Le 16 avril 2016, il sort le single Exit, enregistré en duo avec Edward Snowden. Un 45 tours single est sorti exclusivement ce même jour pour le Disquaire Day 2016. Le 6 mai 2016, il sort le single What You Want, enregistré en duo avec Peaches. Un 45 tours single transparent et limité à  1 000 exemplaires sort ce même jour. Ces morceaux font partie de l'album Electronica 2: The Heart of Noise publié en mai 2016, et qui comme le premier album, réunit une dizaine d'artistes en collaboration sur ses titres.
Toujours en 2016, pour le lancement de la chaîne info France Info, il réalise Hexagone qui sert de générique. Il pourrait participer au prochain album de Gorillaz.

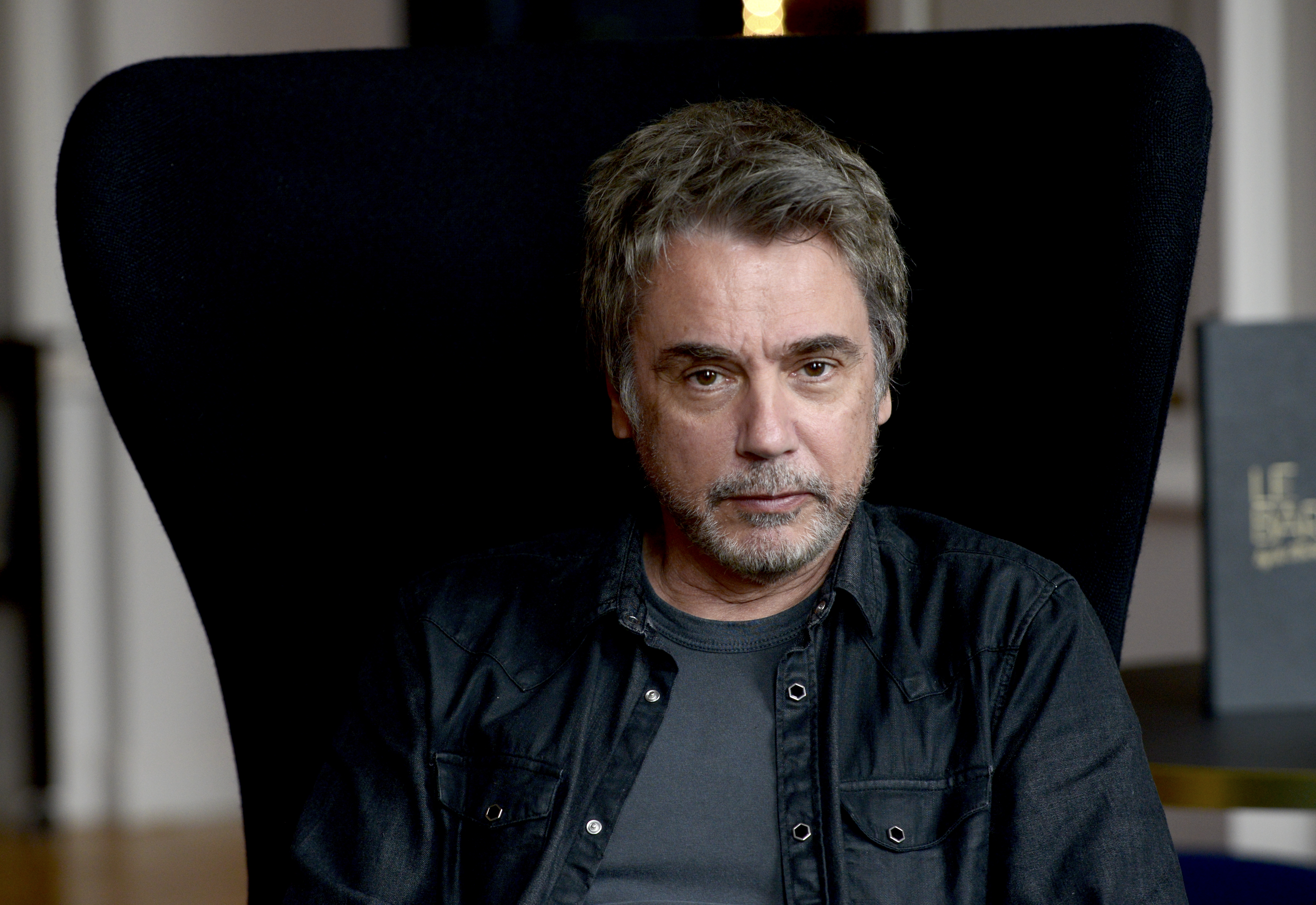
Jean-Michel Jarre, le 16 septembre 2016 à Dijon.

Le 14 septembre 2016, les sites jpc.de et sounds-venlo.nl annoncent la vente d'un album le 2 décembre 2016, il serait le troisième opus d'Oxygène : Oxygène 14-20, pour le 40e anniversaire d'Oxygène sorti le 2 décembre 1976. Le 30 septembre, Jean-Michel confirme cette info avec une lettre publiée sur son site officiel. Finalement, l'album s’appelle Oxygène 3 et il sortira en simple CD / simple vinyle 180 g / triple CD / triple CD + triple vinyle 180 g transparents + un livre sur l'histoire d'Oxygène + un poster, le 2 décembre 2016 reprenant Oxygène, Oxygène 7-13 (renommé Oxygène 2) et Oxygène 3.
En 2017, il participe à deux titres de l'album Humanz de Gorillaz. Il est aussi nommé aux Grammy Awards la même année aux côtés de Daft Punk dans la catégorie « album dance/electronic », ainsi qu'aux Victoires de la musique,.
De juin 2016 à avril 2018 dans le cadre de ses deux albums Electronica1 et Electronica2, il entame une tournée mondiale Electronica World Tour donnant pas moins de 73 concerts, en Europe, au Liban, en Amérique du Nord (États-Unis, Canada), en Amérique du Sud (Argentine, Chili), une première pour l'artiste après 50 ans de carrière. Une occasion unique de mêler festivals (Montreux Jazz Festival, Sonár Festival, Coachella Festival, Festival des Vieilles Charrues, Festival de Poupet), lieux d'exception (Arènes de Bayonne, Arènes de Nîmes, Monastère de Santo Toribio, ou encore un concert à Massada en Israël, site antique de la Mer Morte) et grandes Arénas mondiales où ses plus grands titres se lient aux nouveaux par des shows de lumières, lasers et projections LED.
En septembre 2018 sort une nouvelle compilation, intitulée Planet Jarre, en 2 CD pour 2 h 40 de musique, reprenant des classiques remixés, des titres récents, et pour la première fois officiellement en CD les premiers morceaux (Eros machine, La Cage…) et des inédits. Le 16 novembre sort un nouvel album inédit, Equinoxe Infinity, disponible en différentes versions (1 CD en 2 pochettes différentes, l'une avec un visuel optimiste, l'autre plus sombre, 1 CD + cassettes audio, vinyle…). Equinoxe Infinity célèbre les quarante ans d'Équinoxe mais n'en est pas véritablement une suite : il s'inspire plutôt du visuel de la pochette originale pour explorer une nouvelle ambiance sonore.
Jarre est promu commandeur de la Légion d'honneur le 14 juillet 2019. Cette même année, il officialise à l'Élysée sa relation avec l'actrice chinoise Gong Li.

#### Années 2020
Le 31 décembre 2020, pour le réveillon de la Saint-Sylvestre, il donne un concert gratuit virtuel Welcome to the Other Side, parrainé par l'UNESCO et organisé avec l'accord de la ville de Paris. Organisé en réalité virtuelle, il est mis en scène virtuellement avec son avatar dans la cathédrale Notre-Dame de Paris. Ce concert est diffusé sur la plateforme VRrOOM, les réseaux sociaux et des médias nationaux (BFMTV, France Inter).
Le 4 mars 2021, Jarre annonce sur les réseaux sociaux la sortie d'un nouvel album Amazônia composée pour l'exposition du photographe brésilien Sebastião Salgado à la Philharmonie de Paris consacrée à la biodiversité et à la place de l’humain dans le monde vivant. La sortie de l'album est initialement synchronisée avec l'exposition devant se tenir du 7 avril au 22 août. Cependant cette dernière est reportée du 20 mai au 31 octobre du fait de la situation sanitaire due à la pandémie de Covid-19. L'album Amazônia ne sort officiellement que le 9 avril.
Le 21 juin 2021, pour la Fête de la musique, il donne un concert au palais de l'Élysée en compagnie de Marc Cerrone ainsi que de plusieurs autres DJ. Le concert est retransmis sur Culturebox et relayé sur les réseaux sociaux, notamment sur TikTok. Avant ce concert, Jarre est promu au grade de commandeur de la Légion d'Honneur par Emmanuel Macron, président de la République, tandis que Cerrone est nommé au grade de chevalier. Emmanuel Macron déclarera ensuite : « L'électro a une place toute particulière et je le dis avec beaucoup d'humilité devant Jean-Michel Jarre. Ce soir, juste avant de vous retrouver, j'ai décoré deux immenses stars qui vont être avec vous ce soir et faire une partie du concert, Jean-Michel Jarre et Marc Cerrone. Je les ai décorés pour tout ce qu'ils ont fait et tout ce qu'ils inspirent, et qu'ils continuent d'inspirer. »,.
Depuis 2021, il collabore étroitement avec la marque automobile Renault dont il est en charge du design sonore des nouveaux modèles (sons d'accueil et extérieur pour la sécurité des piétons).
Le 7 septembre 2022, il est nommé à la tête d'une nouvelle commission du CNC chargée de développer les œuvres immersives et d'investir le métavers. Fin 2021, il s'était prononcé en faveur d'un « métavers français », un mode d'expression « qui va être le mode d'expression majeur du XXIe siècle ».
Le 21 octobre 2022, il publie Oxymore, en hommage à Pierre Henry.
Le 25 décembre 2023, il donne un concert pour les 400 ans du Château de Versailles : outre ses grands classiques issus d'Oxygène et d'Equinoxe, il reprend en guise d'introduction la célèbre Marche pour la cérémonie des Turcs de Lully en version électronique.
Le 12 mai 2024, à l'occasion du festival Starmus à Bratislava, il donne un concert intitulé Bridge from the Future, accompagné sur certains titres par le guitariste de Queen, Brian May.
Le 8 septembre 2024, il participe à la cérémonie de clôture des Jeux paralympiques de Paris 2024 en interprétant un medley et un second morceau unique à la fin de ladite cérémonie.

#### Apparitions
En décembre 2021, Jean Michel Jarre accepte de participer à un projet appelé « L'enquête Loumavox », une vidéo sous forme documentaire dans laquelle il essaie un mystérieux synthétiseur des années 1960, pourtant doté de fonctionnalités en avance sur son temps. Il confirme que le Loumavox est une découverte majeure. Très rapidement, les internautes repèrent des détails troublants dans la vidéo et émettent des doutes sur la véracité de l'histoire. Fin 2021, une nouvelle vidéo intitulée "Loumavox : Révélations" apparait. On y apprend que le documentaire original n'est rien d'autre qu'une histoire inventée de toutes pièces. On y voit notamment les divers protagonistes, dont Jean-Michel Jarre lui-même, s'amuser de cela. Le but de la vidéo initiale semblait être de créer une histoire originale et de titiller l'imagination.

## Œuvre

### Contexte musical
En 1976, l'album Oxygène marque l'histoire de la reconnaissance de la musique électronique et des synthétiseurs par le grand public. La voie avait déjà été tracée par des productions comme la musique du film Orange mécanique (1972) par Wendy Carlos, Phaedra de Tangerine Dream, Autobahn de Kraftwerk (1974), Timewind de Klaus Schulze (1975) ou Albedo 0.39 (1976) de Vangelis, mais Jean-Michel Jarre obtient le succès en créant une œuvre électronique élaborée tout en restant accessible, avec des thèmes structurés, des mélodies fluides parfois simples, systématisant l'usage des synthétiseurs. Son œuvre se démarque et trouve ainsi sa place entre les musiques électroniques d'outre-Rhin plus planantes et plus improvisées de Schulze et Tangerine Dream d'un côté, et plus robotiques et percutantes de Kraftwerk de l'autre.
Pour ses compositions, en plus des synthétiseurs et des appareils fabriqués spécialement pour lui par son collaborateur et ami Michel Geiss (comme le Matrisequencer et le Rythmicomputer pour l'album Équinoxe, ou encore le Digisequencer), il utilisera plus tard des instruments originaux et insolites comme la harpe laser (utilisée principalement pour son côté spectaculaire en concert), le Thérémine, les steel drums, l'orgue de Barbarie, l'accordéon, le Cristal Baschet, le hang (pour la tournée Oxygène 2008), etc.
En 2004, avec Aero, Jean-Michel Jarre produit le premier album en son 5.1 (Dolby Digital et DTS), avec une musique sensée immerger l'auditeur.

### Spectacles
Jean-Michel Jarre a popularisé le concept de méga-concert, qu'il a développé en l'appelant aussi Ville en concert : un spectacle mêlant sa musique électronique avec des jeux de lumières et des effets pyrotechniques. Le site du concert tient également une grande place dans le spectacle. Jean-Michel Jarre, fasciné dans son enfance par les cirques qui savaient tirer parti au mieux du site sur lequel ils s'installaient pour monter leur chapiteau, s'en inspire en « piratant » le lieu du concert. Il met en valeur les monuments par des jeux de lumière, projette des images gigantesques sur les façades des immeubles, utilise les toits des bâtiments comme base de lancement de feux d'artifice, etc. De plus, la gratuité de certains de ses concerts lui permet d'attirer des foules de plusieurs millions de personnes comme à Moscou en 1997 qui serait le record absolu d'audience avec environ 3,5 millions de spectateurs (record disputé avec Rod Stewart),.
Sa volonté de fédérer les cultures au travers de la musique le pousse généralement à faire venir sur scène des artistes locaux (Khaled pour le Concert pour la tolérance à Paris en 1995, un groupe de flamenco à Barcelone en 1993, etc.), et à utiliser la plupart du temps l'orchestre symphonique local ou national pour jouer ses morceaux (à Lyon, Hong Kong, Le Caire, Pékin, Merzougha).
Inaugurant son concept de Ville en concert en 1979, place de la Concorde à Paris pour le spectacle Paris Bleu Blanc Rouge, qui attire plus d'un million de personnes de façon totalement imprévue et au grand étonnement des organisateurs et de Jean-Michel Jarre lui-même, il illumine ensuite les plus grandes villes du monde comme Houston, Londres, Moscou, Le Caire et Athènes.
Cette idée que l'artiste doit offrir au public plus qu'un simple concert musical a été précédemment développée par Pink Floyd dès la fin des années 1960.

### Concerts notables
- Le 14 juillet 1979, il rassemble 1 million de personnes pour un concert à Paris sur la place de la Concorde ce qui lui vaut une première entrée dans le Livre Guinness des records pour le plus grand rassemblement de personnes jamais réunies à un concert.
- Le 5 avril 1986, pour une célébration à Houston, il réunit 1,5 million de personnes battant son ancien record et le record mondial ce qui lui permit une deuxième entrée dans le Livre Guinness des records.
- Le 5 octobre 1986, pour la visite du Pape Jean-Paul II à Lyon, il réunit 800 000 personnes.
- Les 8 et 9 octobre 1988, il réalise à Londres un très grand concert extérieur sur les Docks de Londres appelé Destination docklands.
- Le 14 juillet 1990, il rassemble 2,5 millions de personnes pour un concert à La Défense appelé Paris la Défense pour les 200 ans de la Fête de la Fédération, concert l'inscrivant une troisième fois dans le Livre Guinness des records.
- Le 14 juillet 1995, il réunit 1,25 million de personnes à Paris, sur le Champ de Mars pour la fête nationale et pour les 50 ans de l'UNESCO.
- Le 6 septembre 1997, il bat un nouveau record de rassemblement, à Moscou, pour les 850 ans de la ville auxquels il est invité : 3,5 millions de personnes[71], ce qui le fit entrer une quatrième fois au Livre Guinness des records.
- Le 14 juillet 1998, il réunit 800 000 personnes à Paris sur le Champ-de-Mars, devant la Tour Eiffel.
- Le 31 décembre 2020, il donne un concert virtuel dans une cathédrale Notre Dame de Paris virtuelle, la vraie cathédrale étant alors en reconstruction et en pleine pandémie[72].
- Le 25 décembre 2023, il donne un concert dans la galerie des Glaces du château de Versailles, devant 800 spectateurs.
- Le 10 mai 2024, il se produit à Bratislava devant 100 000 personnes, avec Brian May  sur quelques titres parmi les musiciens invités[73].

### Jarre Technologies

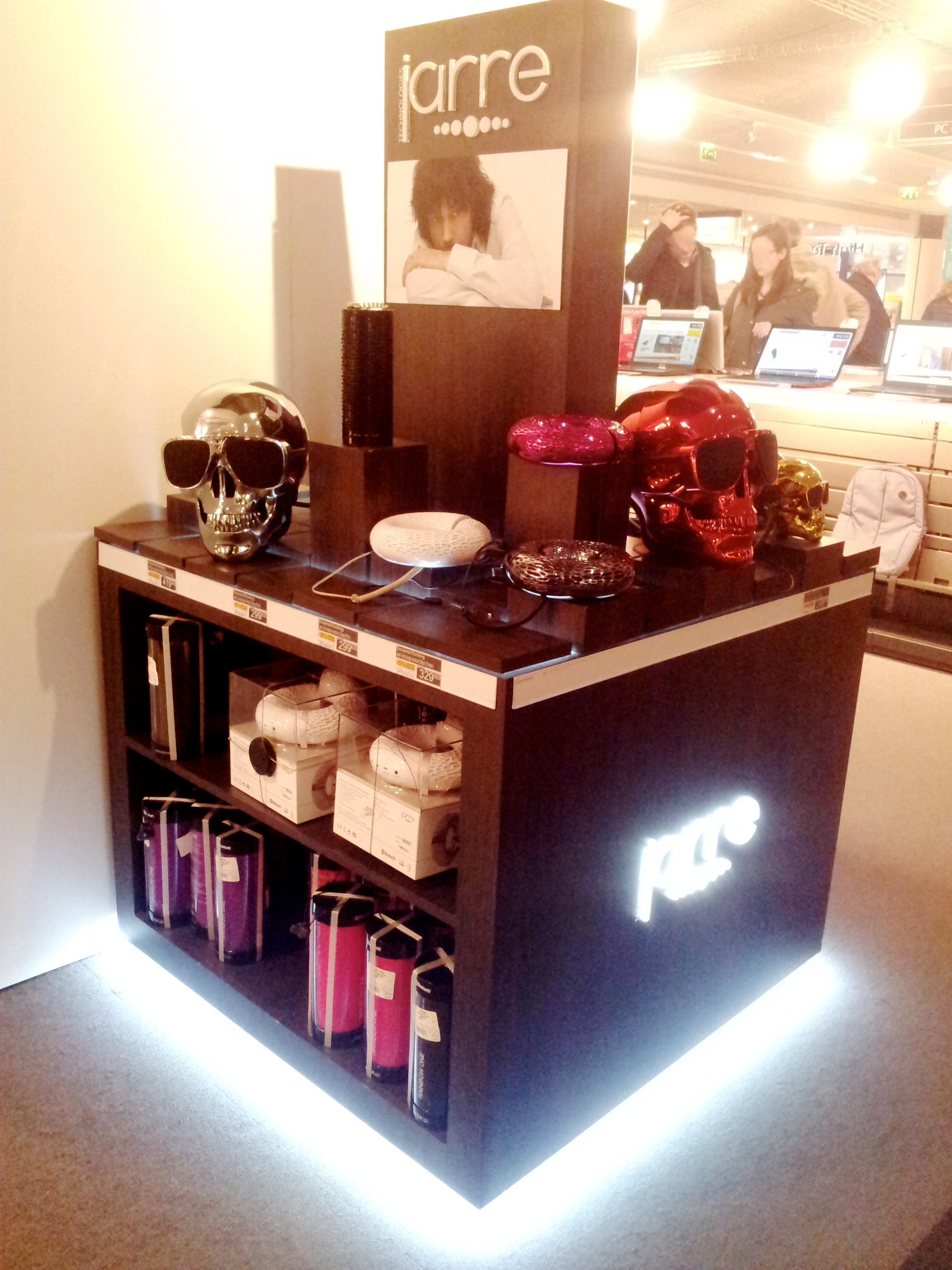
Petit standJarre Technologies à la Fnac de Lille(février 2015).

Lancée lors de l'Exposition internationale IFA 2010 consacrée aux nouvelles technologies, à Berlin, Jarre Technologies est une marque de pointe de produits de divertissement audio pour la maison. Ce sont donc neuf stations d'accueil : AeroSystem One, AeroSkull HD, AeroSkull XS, AeroTwist, AeroBull, AeroPad One, AeroPad Two, AeroDream One et le Rainbow One qui composent la gamme Jarre Technologies. La marque présente AeroDream One, entièrement conçu et fabriqué en France. Ce support pour iPad/iPhone est un haut-parleur particulièrement imposant et puissant : 3,40 mètres de haut, 395 kg de 15 000 watts.
Début septembre 2014, Jean-Michel Jarre se rend à l'Exposition internationale IFA pour y promouvoir la marque et aussi son dernier produit : AeroFrame, une nouveauté au design néo-cubiste composé de 4 haut-parleurs et d'un caisson de basses et AeroFrame mirror, un cadre photo numérique.

## Engagements

### UNESCO
Depuis 1993, il est ambassadeur de bonne volonté de l’UNESCO. En octobre 2011, lors d'un concert à l'Arena Armeec Sofia, il annonce son intention d'offrir un centime sur chaque billet de concert vendu, pour les besoins de l'éducation dans le monde, et précise qu'il le fera pour le reste de sa vie, en encourageant ses collègues à faire de même.

### AFEM
Le 24 mai 2013 lors de l'IMS (Sommet international de la musique (en)) à Ibiza, il devient ambassadeur de l'AFEM (l'Association de défense de la musique dance et électronique) aux côtés de Nile Rodgers.

### CISAC
Le 5 juin 2013, il devient Président de la CISAC (la Confédération Internationale des Sociétés d'Auteurs et Compositeurs) qui défend les droits des créateurs, lors du Sommet Mondial des Créateurs (WCS) de Washington et succède ainsi au peintre Hervé Di Rosa, qui est président par intérim depuis la mort du musicien Robin Gibb en 2012,. Jean-Michel Jarre est entouré de quatre vice-présidents représentant tous les domaines défendus par l'organisation : la chanteuse béninoise Angélique Kidjo pour la musique, l'auteur, poète et scénariste indien Javed Akhtar pour la littérature, le réalisateur argentin Marcelo Piñeyro pour le cinéma, et enfin le sculpteur sénégalais Ousmane Sow pour l'art.
Le 23 septembre 2014, Jean-Michel Jarre est invité à l'Organisation mondiale de la propriété intellectuelle, à Genève, en représentant la CISAC dont il est le président.

### Prises de position politiques
Après sa collaboration, en 2016, avec Edward Snowden, il déclare, en 2017, vouloir faire de sa musique un contre-pouvoir face à Donald Trump.
En 2019, il affirme vouloir aller faire de la musique en Corée du Nord et en Iran.
En mars 2020, il joue dans le désert d'Al-'Ula, en Arabie saoudite avant les Confinements liés à la pandémie de Covid-19 en France.
En septembre 2021, il dialogue avec le candidat d'extrême droite Éric Zemmour sur le plateau d'On est en direct sur la notion des prénoms, Éric Zemmour étant pour que seuls les prénoms du calendrier grégorien puissent être donnés aux enfants français.
Le 5 avril 2023, avec sa compagne Gong Li, il fait partie de la délégation d'Emmanuel Macron, en Chine.

## Discographie

### Albums studio
- 1972 : Deserted Palace
- 1973 : Les Granges Brûlées (bande originale du film)
- 1976 : Oxygène (sortie mondiale en 1977)
- 1978 : Équinoxe
- 1981 : Les Chants magnétiques
- 1984 : Zoolook
- 1986 : Rendez-vous
- 1988 : Révolutions
- 1990 : En attendant Cousteau
- 1993 : Chronologie
- 1997 : Oxygène 7-13
- 2000 : Metamorphoses
- 2002 : Sessions 2000
- 2003 : Geometry of Love
- 2004 : AERO
- 2007 : Téo & Téa
- 2015 : Electronica 1: The Time Machine
- 2016 : Electronica 2: The Heart of Noise
- 2016 : Oxygène 3
- 2018 : Equinoxe Infinity
- 2021 : Amazônia
- 2022 : Oxymore
- 2025 : Deserted Palace Remastered

### Albums studio éditions limitées
- 1983 : Musique pour supermarché: Music for Supermarkets (33 tours tiré en un seul exemplaire)
- 2001 : Experimental 2001 (album livré sous pression du contrat de Jarre à la maison de disque Les Disques Dreyfus. Contrat stipulant de livrer deux albums avant de clore le contrat et de quitter la maison de disque, décision de Jarre, après un différend avec cette dernière. Livré avec l'album Sessions 2000. Édité uniquement dans le cercle privé de Jean-Michel Jarre)
- 2001 : Interior music (édité à 1 000 exemplaires, CD offert lors de l'inauguration du magasin parisien de Bang & Olufsen)
- 2017 : Radiophonie vol. 9 (édité à 520 exemplaires, album de l'habillage de la chaîne Franceinfo réalisé par Jean-Michel Jarre pour Radio France)
- 2018 : Souris Calle (édité à 900 exemplaires. Album de 39 titres d'artistes différents dont Jean-Michel Jarre avec le titre éponyme Souris Calle)
- 2019 : Snapshots from EōN (édité à 2000 exemplaires. Box contenant deux CD, deux LP et un livre photos reprenant divers visuels générés par l'application EōN. Les disques contiennent des moments choisis par le compositeur)
- 2020 : Radiophonie vol. 10 (édité à 2 000 exemplaires, album de 4CDs (CD 1 étant Radiophonie vol. 9) de l'habillage de la chaîne Franceinfo réalisé par Jean-Michel Jarre pour Radio France)
- 2022 : Radiophonie vol. 12 (album de l'habillage de la chaîne Franceinfo réalisé par Jean-Michel Jarre pour Radio France. Sortie le 11 février 2022)

### Singles et maxis
- 1971 : La Cage / Erosmachine 45T (composé en 1969)
- 1973 : Pop Corn / Black Bird 45T sous le nom Jamie Jefferson
- 1974 : Hypnose 45T avec Dominique Webb
- 1974 : Zig Zag 45T sous le nom de Foggy Joe
- 1974 : Cartolina / Helza 45T sous le nom de 1906
- 1977 : Oxygène II 45T (face B : Oxygène VI)
- 1979 : Équinoxe IV maxi 45T (version longue) et 45T Remix (face B : Équinoxe III)
- 1980 : Jarre à la Concorde 45T comprenant Équinoxe 7 dans une version identique à celle de la vidéo du concert sortie en parallèle (différente de l'album), et une version longue totalement originale (jamais réentendue depuis) d'Équinoxe 8
- 1981 : Les Chants magnétiques 2 45T
- 1981 : Les Chants magnétiques 4 45T Remix
- 1981 : The Last Rumba (Les Chants magnétiques 5) 45T
- 1982 : Souvenir de Chine 45T (face B : Jonques de pêcheurs au crépuscule)
- 1982 : Orient Express 45T (face B : Equinoxe IV)
- 1984 : Zoolook 45T et maxi 45T (version longue et remix)
- 1984 : Zoolookologie 45T et maxi 45T (version longue et remix)
- 1986 : Rendez-vous 45T (Quatrième Rendez-vous et Premier Rendez-vous)
- 1986 : Rendez-vous IV maxi 45T (version longue et remix + inédit Moon Machine repris ensuite dans la compilation Images)
- 1986 : Moon Machine 33T Vinyle souple offert avec le magazine "Keyboard" aux États-Unis
- 1987 : Rendez-vous II en concert à Houston (face B : Ron's piece)
- 1988 : Révolutions 45T et maxi 45T (version longue et remix)
- 1989 : London Kid 45T et maxi 45T (version longue)
- 1990 : Calypso 45T et maxi 45T (version longue)
- 1991 : Palawan / The Great Barrier Reaf Promo CD simple (issu du film Palawan : le dernier refuge, documentaire du commandant Cousteau)
- 1992 : Swatch, Une Alarme qui Swingue Promo CD simple offert lors du concert de Zermatt en Suisse
- 1994 : Concert pour la Tolérance Promo CD simple (version remixée de Chronologie 4)
- 1998 : Together Now maxi 45T et CD avec Tetsuya Komuro
- 1999 : Métamorphoses CD-ROM Piste par Piste
- 2000 : C'est la vie maxi 45T et CD simple Remix et version longue
- 2000 : C'est la vie CD simple Givaway Bang & Olufsen Ambient Mix
- 2001 : Tout est Bleu maxi 45T Remix et version longue
- 2002 : Match TV Jingles CD simple limité (10 ex) pour les studios Match TV
- 2002 : Akropolis CD simple Promo pour le concert d'Athènes
- 2002 : J'te Flashe, J'te Love Maxi 45T et CD simple avec Pierre Palmade
- 2002 : Sessions 2000 Preview Disc CD promo avec versions différentes et extraits
- 2003 : Geometry of Love Preview Disc CD promo avec versions différentes et extraits
- 2004 : Aero Preview Disc CD Promo avec version différente et extraits
- 2004 : Aerology CD simple Mix différent
- 2005 : Tien An Men / La Foule CD simple Promo
- 2005 : Voyage à Pékin / Aerology CD simple Promo
- 2007 : Téo & Téa CD simple Promo incluant un remix de Benny Benassi
- 2007 : Vintage CD simple Promo Remix
- 2007 : Oxygène IV 30th Anniversary CD simple Promo
- 2010 : La Cage Remix CD Promo (by Vitalic)
- 2016 : Exit 45T Record store day (avec Edward Snowden)
- 2016 : What you want 45T (avec Peaches)
- 2016 : Oxygène (part 17)

### Albums en concert
- 1982 : Les Concerts en Chine (album travaillé en studio retraçant la tournée en Chine de 1981 ; réédité en version remastérisé « quarantième anniversaire » le 25 novembre 2022)
- 1987 : En Concert Houston-Lyon (concerts à Houston et Lyon, renommé en 1997 en Houston-Lyon Cities In Concert)
- 1989 : Jarre-Live (concert à Londres)
- 1994 : Hong Kong (concert d'inauguration du stade de Hong Kong et de la tournée Europe en concert)
- 1996 : Destination Docklands (réédition de l'album Jarre-Live avec un nom et une pochette différents)
- 1999 : Electronic night (live) Box VHS + 2CD avec Tetsuya Komuro
- 2004 : Jarre in China (CD inclus dans l'édition collector du double DVD Jarre in China)
- 2005 : Live from Gdańsk (CD du concert Solidarność à Gdańsk)
- 2006 : Live - Printemps de Bourges 2002 (disponible uniquement sur iTunes)
- 2007 : Oxygène : Live in your living room

### Compilations et remix
- 1983 : The Essential (vinyle, 14 titres), compilation, en Angleterre seulement. À noter un mix du titre L'ouverture (The overture) différent de celui de l'album Les Concerts en Chine
- 1984 : Muzik aus Zeit und Raum, compilation, en Allemagne seulement
- 1985 : Synthesis, compilation, en Italie seulement. Proche de la compilation The Essential de 1983
- 1985 : The Essential 1976–1986 (vinyle, 14 titres), compilation. Deux titres diffèrent de l'édition de 1983
- 1991 : Images, compilation. Réédité en 1997 avec trois titres supplémentaires
- 1995 : Jarremix, compilation de remix
- 1997 : Complete Oxygene (2 CD), digipak en édition limitée regroupant l'album Oxygène et l'album Oxygène 7-13 additionné d'un titre inédit Oxygen in Moscow (remix de Oxygène 12)
- 1998 : Odyssey Through O2 (Remixes d'Oxygène 7-13)
- 2004 : The Essential (CD, 16 titres), compilation. Complètement différent des versions de 1983 et 1985
- 2006 : The Symphonic Jean Michel Jarre (2 CD), compilation interprétée par un orchestre symphonique
- 2006 : Sublime Mix, distribué dans les concessions Jaguar
- 2007 : The Complete Oxygene (3 CD), coffret regroupant l'album Oxygène, l'album Oxygène 7-13 et Re-Oxygene (disque contenant différents remix de Oxygène 8, Oxygène 10 et Oxygène 7)
- 2007 : Oxygène: New Master Recording (Formats : CD, CD + DVD, DVD, DVD 3D. L'original d'Oxygène fidèlement réenregistré figure sur le CD audio tandis que le DVD vidéo contient une interprétation d'Oxygène en live sans public agrémenté de sections inédites et enregistré en 5.1 à Alfacam)
- 2011 : Essentials & Rarities (2 CD), digipack en édition limitée contenant un CD de compilation et un CD regroupant 14 titres rares ou inédits et 2 remix (ainsi qu'un poster)
- 2011 : Rarities (vinyle), édition limitée
- 2014 : Essential recollection
- 2016 : Oxygène Trilogy (3 CDs)
- 2016 : Oxygène Trilogy 40th Anniversary Edition (Box : 3 CD + 3 vinyles transparent + un livre + un poster)
- 2018 : Planet Jarre (2 CD, 2 CD Deluxe, Fan Box 2 CD + Carte 5.1 pour 12 titres + 2 K7, Livre 4 vinyles), Fanbox limitée à 4 000 exemplaires, Livre vinyles limité à 3 500 exemplaires
- 2023 : Oxymoreworks, album de remix

### Multimédia
- 2019 : EōN (Application multimédia sur IPhone et iPad puis sur les autres plateformes générant de la musique et des images de manière évolutive et quasi infinie)

## Vidéographie
- 1979 : Jarre à la Concorde (VHS du making of et de quelques extraits du concert)
- 1981 : Les Concerts en Chine (VHS)
- 1986 : Rendez-Vous Houston, a city in concert (VHS)
- 1986 : Rendez-Vous Lyon, un concert pour le Pape (VHS)
- 1989 : Destination Docklands (avec le making of) (VHS)
- 1990 : Paris La Défense (VHS puis Laserdisc édité dans le cercle privé)
- 1991 : Images - The best of Jean Michel Jarre
- 1994 : Europe en Concert (Barcelone) (VHS)
- 1995 : Concert pour la Tolérance (Laserdisc)
- 1998 : Oxygen in Moscow (VHS et DVD) avec en bonus Making the steamroller fly (reportage sur sa carrière)
- 1999 : Electronic night (live) Box VHS + 2CD avec Tetsuya Komuro
- 2005 : Solidarnosc Live (Édition collector DVD + CD)
- 2005 : Live à Pekin (DVD)
- 2005 : Jarre in China (Édition collector 2 DVD + CD)
- 2007 : Oxygene - Live in your Living Room (DVD, versions 2D et 3D)
- 2011 : Tour 2010 (le concert de l'02 Arena à Londres, celui de Strasbourg et celui de Liège ont été filmés et enregistrés en 2D et 3D pour une éventuelle vidéo)
- 2021 : Welcome to the Other Side (concert virtuel du 31 décembre 2020)[84]
- 2023 : Live au Château de Versailles - Versailles 400 (concert diffusé à la télévision et sur internet en métavers le 31 décembre 2023)

## Musiciens
D'abord seul sur ses premiers albums et jouant uniquement des claviers, séquenceurs et boites à rythmes, Jean-Michel Jarre s'est progressivement entouré de nombreux musiciens et chanteurs, dont certains l'accompagnent régulièrement, et a élargi sa palette sonore avec batterie, percussions, basse, guitare, voix, chœurs, saxophone, trompette, instruments ethniques, orchestres, cordes, etc.
Jean-Michel Jarre : synthétiseur, orgue, Mellotron, claviers divers, vocodeurs, boite à rythmes, séquenceurs (depuis 1971)

### Musiciens réguliers
- Frederick Rousseau : claviers, boite à rythme, séquenceurs (1981 en concert, 1984)
- Dominique Perrier : claviers (1981 en concert, 1986-1990, 1993-1994, 2007)
- Michel Geiss : claviers, boite à rythme, séquenceurs (1986-1990, 1993)
- Sylvain Durand : claviers (1987-1988, 1994 en concert)
- Francis Rimbert : claviers (1987-1988, 1993-1994, 2000, 2006-2007)
- Claude Samard : cordes, guitares, programmation (2005 en concert, 2007)

### Musiciens invités
- Lang Lang : piano (2015)
- Vince Clarke : claviers (2015)
- Edgar Froese : claviers (2015)
- Marcus Miller : basse (1984)
- Adrian Belew : guitares et effets (1984)
- Hank Marvin : guitare (1988)
- Patrick Rondat : guitare (1993, 1994 en concert)
- Laurie Anderson : chant (1984, 2000, 2015)
- Natacha Atlas : chant (2000)
- Anne Parillaud-Jarre : voix (2007)
- John Carpenter : voix (2015)
- Pete Townshend : chant (2015)
- Edward Snowden : voix (2016)
- Cyndi Lauper : chant (2016)
- Christophe : chant (2016)

## Filmographie
- 1995 : émission Coup de projecteur sur la lumière de C'est pas sorcier
- 2005 : bande originale du film Les Mots bleus
- 2008 : Jean-Michel Jarre : Paroles et Musique (documentaire retraçant la carrière de Jean-Michel Jarre) par Benjamin Roussel et Jean-Louis Remillieux - France 5
- 2013 : Jean-Michel Jarre participe au documentaire de Jérémie Carboni : Musique(s) électronique(s), avec Emilie Simon, François Bayle, etc - Sky TV[85]
- 2015 : Jean-Michel Jarre : Un voyage à travers le son (documentaire retraçant la carrière de Jean-Michel Jarre) de Birgit Herdlitschke - Arte[86].
- 2016 : Jean-Michel Jarre réalise l'album Hexagone pour l'habillage d'antenne de France Info.
- 2016 : Jean-Michel participe au documentaire d'Arte sur Tangerine Dream Tangerine Dream: Sound from Another World[87]
- 2017 : Jean-Michel Jarre participe au documentaire Soundbreaking, la grande aventure de la musique enregistrée (Arte)

## Publications
- Concert d'images, Éditions Paris audiovisuel, 1989, 80 p.[88].
- Mélancolique rodéo, Paris, Robert Laffont, 2019, 384 p. (ISBN 978-2221239339, lire en ligne).

## Distinctions

### Décorations
- Commandeur de la Légion d'honneur le 13 juillet 2019[89] (officier le 13 juillet 2011[90] ; chevalier le 1er avril 1994[91])
- Commandeur de l'ordre des Arts et des Lettres (2025)[92]

### Récompenses
- Prix de l'Académie Charles-Cros en 1976
- Victoires de la musique 1986 : Victoire de l'album de variété instrumentale pour Rendez-vous et Victoire du spectacle musical pour son concert à Houston

## Utilisation de ses musiques

### Cinéma
- 1978 : Le Chinois se déchaîne de Jackie Chan (Oxygène II)
- 1981 : Gallipoli de Peter Weir (Oxygène II et IV)

### Jeux vidéo
- 1986 : Bomb Jack (Les Chants magnétiques part 2 - version Commodore 64)
- 1986 : Yie Ar Kung-Fu (Les Chants magnétiques part 4 - version Commodore 64)
- 1988 : L'Arche du Captain Blood (Ethnicolor part 1)
- 2008 : Grand Theft Auto IV (Oxygène IV est utilisé par la station de radio The Journey)

### Radio
- Des extraits de son album Oxygène sont utilisés dans le feuilleton radiophonique de la BBC The Hitch-Hiker’s Guide to the Galaxy.